# Дишкант Віктор Володимирович
Ві́ктор Володи́мирович Ди́шкант — солдат Збройних сил України.
Основне місце перебування військової частини — Житомирська область.

## Нагороди
21 жовтня 2014 року — за особисту мужність і героїзм, виявлені у захисті державного суверенітету та територіальної цілісності України, вірність військовій присязі під час російсько-української війни, відзначений — нагороджений орденом «За мужність» III ступеня.